# Jacques-Rémy Girerd
Jacques-Rémy Girerd é um diretor francês de filmes de animação e fundador do estúdio Folimage.
Formado em Belas-Artes na cidade de Lyon, lançou-se como animador e diretor realizando filmes em curta-metragem com a técnica de massinha, como 4000 Images fœtales (4000 imagens fatais) e D'une gompa l'autre(De um gompa para outro). Em 1981, fundou o estúdio de animação Folimage, especializado na produção de filmes feitos quadro a quadro. Em 1988, seu curta-metragem Le Petit cirque de tous les couleurs (O pequeno circo de todas as cores), produzido no estúdio Folimage 2, ganhou o prêmio César (cinema) de melhor curta de animação. No mesmo ano, dirigiu o média-metragem L'Enfant au grelot (A criança do sino), que ganhou o prêmio Cartoon d'or, prêmio europeu de cinema de animação.
Em 2001, Jacques-Rémy Girerd dirigiu seu primeiro filme longa-metragem de animação, La prophétie des Grenouilles (A Profecia dos Sapos). Em 2004, publicou o romance Cœur de trèfle (Coração de Trevo), primeiro de vários. Em 2008, lançou seu segundo longa-metragem, Mia et le Migou (Mia e o Migou). Em 2010, produziu e roteirizou Une vie de chat (Um gato em Paris), o primeiro longa-metragem de Jean-Loup Felicioli e Alain Gagnol, que foi indicado ao Óscar em 2012. Em 2013, dirigiu a série C'est bon (É bom), para o canal France Télévisions. Em 2014 lançou seu terceiro longa-metragem, codirigido por Benoît Chieux, Tante Hilda! (Tia Hilda!). Produziu também Phantom Boy (O Garoto Fantasma), lançado em em 2015. No mesmo ano, produziu a série Tu mourras moins bête (Você vai morrer menos estúpido), adaptado do blog homônimo de Marion Montaigne.